# Pueblo joven

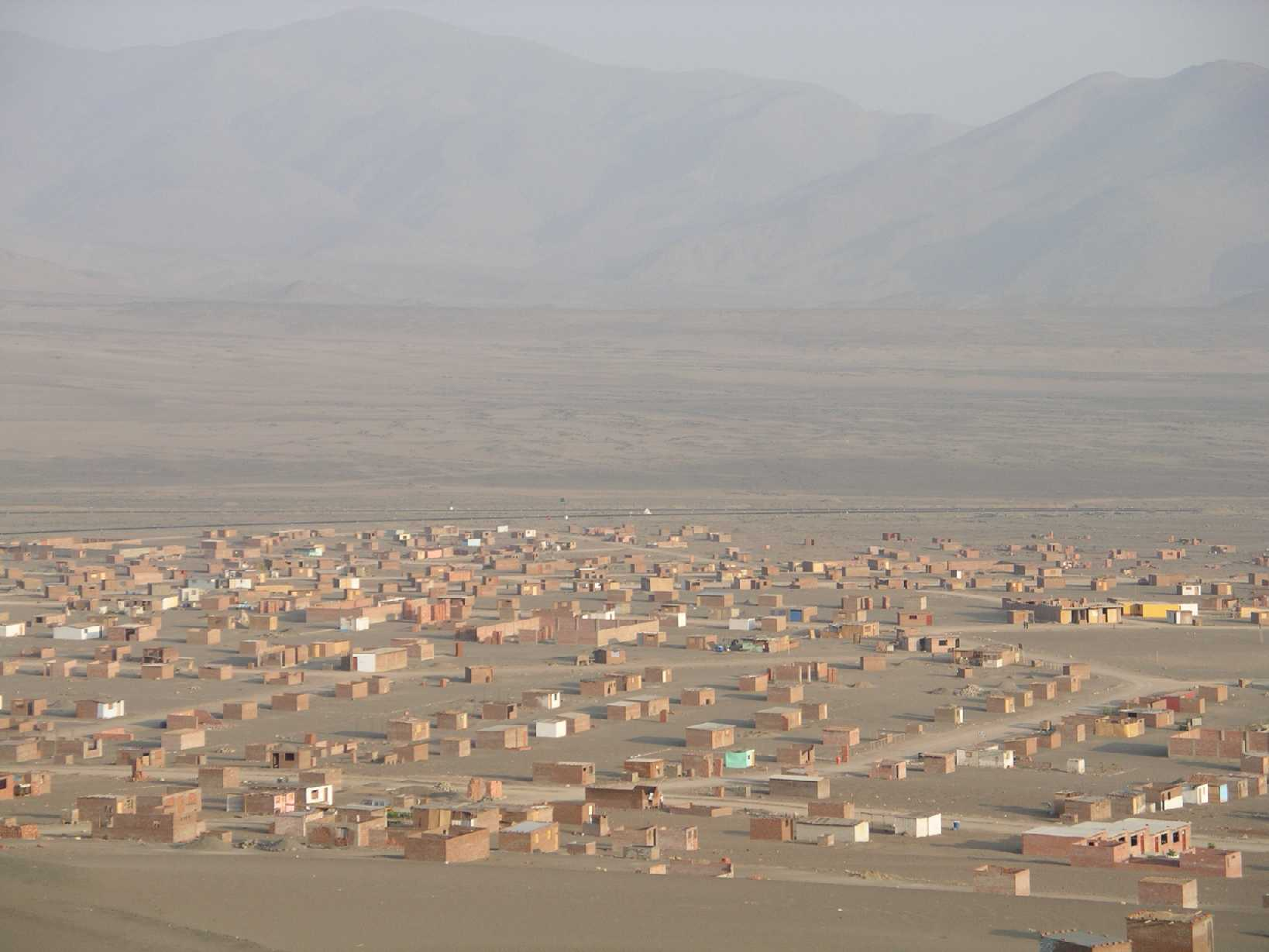
Ein Pueblo Joven im Norden Limas

Der Ausdruck Pueblos jóvenes ist die spanische Mehrzahl für junge Dörfer (Einzahl Pueblo joven). Es ist ein in Peru verwendeter Begriff für Marginalsiedlungen, die aus einer Invasion bzw. illegaler Landsitznahme entstanden sind.
Es handelt sich um zumindest in der Anfangsphase informelle Siedlungen, die aber schon eine teilweise oder vollständige Infrastruktur aufweisen, so etwa fließendes Wasser und Strom. Die Pueblos Jovenes sind durch die großen Migrationswellen aus den umliegenden ländlichen Gebieten oder aus dem gesamten Land entstanden. Letzteres ist bei der peruanischen Hauptstadt Lima der Fall. Die Migration nahm durch die Aktivitäten verschiedener Terrorgruppen (vor allem Sendero Luminoso und MRTA) seit deren Beginn um 1980 stark zu.
Andere Bezeichnungen für Randsiedlungen in Peru, mit entsprechend unterschiedlicher Ausprägung sind:
- Agrupación
- Asentamiento Humano
- Lotización Semirústica